# 1863 a vasúti közlekedésben
Ez a szócikk a 1863-ban történt vasúti eseményeket mutatja be.

## Események a világban
- január 10. – Londonban megnyílik a világ első földalatti vasútja, a Metropolitan Railway. (Gőzvontatású rendszer)